# Жуково (Данковский район)
Жу́ково — деревня Спешнево-Ивановского сельсовета Данковского района Липецкой области.

## Географическое положение
Деревня расположена на берегу реки Вязовка в 3 км на северо-запад от центра поселения села Спешнево-Ивановское и 13 км на северо-запад от райцентра города Данков.

## История
В документах 1679 г. упоминается служилый человек Жуков, имевший поместную землю в Данковском уезде на р. Вязовке. Позднее здесь появилось селение, которое стало называться Жуковом.
Никольское, Жуково тож, в качестве новонаселенной деревни упоминается в переписных книгах 1710 года, где в этой деревне показано: двор помещика подполковника Федора Ивановича Спешнева и 3 крестьянских двора. На построение в селе Жукове Никольской каменной церкви, согласно просьбе бригадира князя Гаврилы Федоровича Барятинского и жены его княгини Федосьи Федоровны, благословенная грамота дана была преосвящ. Палладием в 1761 г. 21 марта с тем условием, что князю Барятинскому священника с причетниками содержать на руге – денег 15 руб. и хлеба 15 четвертей. В 1767 г. Никольская церковь была отстроена и освящена, а в 1790 г. покрыта вместо теса железом.  
XIX — начале XX века село входило в состав Спешневской волости Данковского уезда Рязанской губернии. В 1906 году в селе было 58 дворов.
С 1928 года деревня входила в состав Спешнево-Ивановского сельсовета Данковского района Козловского округа Центрально-Чернозёмной области, с 1954 года — в составе Липецкой области.

## Население
| 1859 | 1906 | 1932 | 1997 | 2010 |
| ---- | ---- | ---- | ---- | ---- |
| 275  | ↗389 | ↘343 | ↘20  | ↘12  |

## Достопримечательности
В селе расположена недействующая Церковь Николая Чудотворца (1767).